# Francisco Javier García Gaztelu
Francisco Javier García Gaztelu, també conegut del nom de guerra «Txapote», (Galdakao, 12 de febrer de 1966) és un militant basc, que fou membre dirigent de l'organització armada Euskadi Ta Askatasuna (ETA). Va ser condemnat judicialment per la seva participació en diversos assassinats de diferents polítics del Partit Popular. També és conegut pels àlies Jon, Xabier i Otsagi. Té un fill amb la també militant d'ETA Irantzu Gallastegui, Amaia, concebut durant un vis-a-vis en una presó francesa.

## Militància en ETA
Fou detingut per primera vegada amb divuit anys, acusat d'atacar amb còctels Molotov diversos concessionaris de vehicles americans i francesos al País Basc.
Inicià la seva militància en ETA durant els anys 1980 en el Comando Donosti, fins al 30 d'agost de 1991, data en què va fugir a França després d'un tiroteig al barri bilbaí de Begoña entre membres d'ETA i agents de l'Ertzaintza, en el qual resultaren morts un policia, Alfonso Menchaca i el militant de l'organització Juan Maria Ormazabal, Turko.
Després d'aquest incident passaria a la clandestinitat com a membre alliberat de l'organització, realitzant tasques de suport per a diversos comandos i integrant-se a finals de l'any 1994 en el Comando Donosti, dirigit per Francisco Javier Arizcuren, Kantauri, i integrat per Valentín Lasarte, Juan Ramón Carasatorre i el mateix Txapote. L'assassinat d'Alfonso Morcillo, sergent de la Policia Municipal de Sant Sebastià el 15 de desembre de 1994 és la primera acció de sang que s'atribueix a Txapote i Carasatorre com a membres Comando Donosti.
El 23 de gener de 1995 mata Gregorio Ordóñez, regidor del Partit Popular de Sant Sebastià, i el 10 d'abril del 1995 Mariano de Juan, brigada de l'Exèrcit de Terra Espanyol. El 19 d'octubre del mateix any mor el comissari Enrique Nieto a causa de les ferides patides a conseqüència de l'atemptat del 8 de juny.
Després de l'atemptat frustrat contra la caserna de la Guàrdia Civil d'Arnedo (17 d'agost de 1995), Txapote protagonitza una espectacular fugida, desarmant i emmanillant els agents que els seguien després d'haver patit un accident amb el vehicle utilitzat per escapar. La Guàrdia Civil estableix un setge al voltant de la serra de Badaya, però la pista dels militants a Andoain (Guipúscoa), sis dies després.
Txapote i Lasarte romanen amagats uns mesos a França, fins al gener del 1996, quan tornen a Guipúscoa. Un mes més tard, el 6 de febrer, Txapote mata d'un tret al clatell Fernando Múgica, dirigent històric del PSE-EE.
La detenció de Valentín Lasarte, el 25 de març de 1996, deixa com a cap del Comando Donosti a Txapote. Després de la mort del funcionari de presons Francisco Javier Gómez Elósegui, Fernando Elejalde és detingut per la Policia. Gaztelu torna a escapar.
El 10 de juliol de 1997 participa en el segrest del regidor del Partit Popular d'Ermua Miguel Ángel Blanco, que finalitzaria amb l'assassinat d'aquest vint-i-quatre hores després, perquè el govern espanyol no va accedir a la petició de l'organització d'acostar els seus presos a Euskal Herria. Irantzu Gallastegui, Amaia, i José Luís Geresta completen el comando.
També se li atribueix l'autoria de la mort del regidor del Partit Popular a Errenteria, José Luís Caso, l'11 de desembre de 1997. La seva darrera acció armada amb sang resulta en la mort del regidor del PP a Zarautz, José Ignacio Iruretagoyena, el 9 de gener de 1998.
Una vegada abandona el Comando Donosti, García Gaztelu es trasllada a França i comença a col·laborar amb José Javier Arizkuren, Kantauri, en la direcció dels comandos il·legals (enregistrats per la Policia).
La caiguda de Kantauri al març de 1999 comporta l'ascens de Txapote en la direcció militar d'ETA i, suposadament, s'encarrega de reorganitzar els comandos durant la treva mantinguda per ETA fins al desembre del 1999, dissenyant l'ofensiva que l'organització posarà en pràctica a la fi de l'alto-el-foc.

## Detenció:Txapotedavant els tribunals
La detenció es produeix arran de la investigació pel robatori d'una encunyadora a Irun, el novembre del 1999. Els detinguts faciliten el nom del col·laborador d'ETA Ibon Muñoa, que havia proporcionat suport logístic al Comando Donosti. Muñoa declara que s'havia entrevistat amb Txapote a la localitat francesa d'Angelu.
Es pentina aquesta localitat amb ajut de la Gendarmeria francesa fins que és localitzat el 22 de febrer del 2001 a la terrassa del restaurant Havana Cafe, al barri de Sables d'Or, en companyia del ciutadà francès Stephan Robidart, també detingut. La Justícia francesa el procesa per pertinença a banda armada, tinença il·lícita d'armes, municions i documentació falsa.
El 26 de juliol de 2002 és condemnat pel Tribunal Correccional de París a 10 anys de presó per pertinença a banda armada
El 13 de juliol del mateix any es nega a contestar a les preguntes que el jutge de l'Audiència Nacional Juan del Olmo li formula a París sobre la mort de Miguel Ángel Blanco. El gener de 2003 les autoritats franceses fan públic que cinc presumptes membres d'ETA, entre ells el mateix Txapote, havien intentat fugir de la presó parisenca de La Santé mitjançant l'ús d'explosius.
Els tribunals francesos han aprovat diverses demandes d'extradició a Espanya de García Gaztelu, entre elles per la seva presumpta participació en la mort dels polítics Gregorio Ordóñez, José Luís Caso i Fernando Múgica, el sergent Alfonso Morcillo i el brigada d'Infanteria Mariano de Juan Santamaría.
El desembre de 2005 les autoritats franceses decideixen entregar temporalment a Txapote a fi de ser jutjat a Espanya pel segrest i mort del regidor Miguel Ángel Blanco.
Jutjat el juny del 2006, s'acull al seu dret a no declarar durant el judici, presentant una actitud desafiant. Encara que es nega a intervenir durant la primera jornada del judici, Gaztelu utilitza el seu dret a la darrera paraula per reconèixer ser militant d'ETA i afirmar que la banda no abandonarà la lluita armada.
És condemnat a cinquanta anys de presó com a autor material de la mort de Miguel Ángel Blanco. El tribunal també li prohibeix apropar-se a la localitat biscaïna d'Ermua durant cinc anys a partir de la seva posada en llibertat.
En el judici per la mort del polític del PSOE Fernado Múgica, és condemnat a 82 anys de presó, i se li prohibeix visitar Sant Sebastià durant els sis anys següents a la sortida de la presó.
Per la mort del popular Gregorio Ordóñez, Txapote és condemnat a 30 anys de presó com "autor d'un delicte d'"assassinat terrorista amb traïdoria", en concurs ideal amb un altre "atemptat amb premeditació". A més a més, se li prohibeix apropar-se durant cinc anys a la família del finat o a Sant Sebastià, i és condemnat a pagar 500.000 € d'indemnització als hereus", malgrat el Tribunal sentencia que "no es pot afirmar amb certesa" si Txapote fou l'autor material del tret mortal.
Aquesta sentència fou motiu de polèmica, atès que l'única prova condemnatòria contra Txapote fou la declaració d'un altre imputat, situació que en altres sentències havia provocat l'absolució dels processats.
El 16 de novembre de 2011 fou condemnat per l'Audiència Nacional a 60 anys de presó per l'assassinat del regidor d'UPN José Javier Múgica el 2001. La sentència va rebre el vot contrari del jutge progressista José Ricardo de Prada, de la que afirmà «tenir dubtes raonables sobre aquest fet perquè aquest dirigent etarra era a la presó a França quan va ser assassinat Múgica». El judici es va haver de repetir després que la presidenta del tribunal, Ángela Murillo, decidís abstenir-se després d'haver dit «cabrons» als acusats durant el testimoniatge de la vídua del regidor.

## La societat davant els actes deTxapote
Arran les accions armades portades a terme per Txapote va sorgir un moviment social contrari a ETA i es van crear diverses associacions contràries a la lluita armada i al nacionalisme basc, com ara ¡Basta Ya! o el Fòrum Ermua o l'auge dels populars en el País Basc en les eleccions del 2001, la victòria del Partit Popular en les eleccions generals de l'any 2000 i l'inici d'una etapa de pactes antinacionalistes entre el PP i el PSOE que debilitaren el govern basc presidit pel PNB.
L'any 2023, el seu nom fou molt utilitzat com a arma llancívola en la campanya política per a les eleccions municipals i estatals espanyoles d'aquell any per les posicions de dreta i ultradreta afins al PP i a VOX per afeblir els posicionaments polítics del PSOE. El lema ¡Que te vote Txapote! (en català, traduïble com a 'Que et voti en Txapote!') adquirí molta rellevància al llarg d'ambdues campanyes, especialment al llarg dels mesos de juny i de juliol, i tingué com a conseqüència la petició explícita de diverses associacions de víctimes de la banda armada per tal que ambdós partits deixessin d'esgrimir-lo com una banalització del terrorisme. Fou determinant en les eleccions municipals a favor dels populars i de l'apogeu de la dreta.